# Federația Română de Badminton
De Federația Română de Badminton (FRB) is de nationale badmintonbond van Roemenië.
De huidige president van de Roemeense bond is Florentin Banu, hij is de president van een bond met 375 leden, die verdeeld zijn over 20 verschillende badmintonclubs. De bond is sinds 1990 aangesloten bij de Europese Bond.